# Amado
Amado és una concentració de població designada pel cens dels Estats Units a l'estat d'Arizona. Segons el cens del 2000 tenia 275 habitants.

## Demografia
Segons el cens del 2000, Amado tenia 275 habitants, 104 habitatges, i 66 famílies La densitat de població era de 9,5 habitants/km².
Dels 104 habitatges en un 29,8% hi vivien nens de menys de 18 anys, en un 53,8% hi vivien parelles casades, en un 8,7% dones solteres, i en un 35,6% no eren unitats familiars. En el 27,9% dels habitatges hi vivien persones soles l'11,5% de les quals corresponia a persones de 65 anys o més que vivien soles. El nombre mitjà de persones vivint en cada habitatge era de 2,64 i el nombre mitjà de persones que vivien en cada família era de 3,39.
Per edats la població es repartia de la següent manera: un 29,1% tenia menys de 18 anys, un 5,8% entre 18 i 24, un 24,7% entre 25 i 44, un 25,8% de 45 a 60 i un 14,5% 65 anys o més.
L'edat mediana era de 37 anys. Per cada 100 dones de 18 o més anys hi havia 93,1 homes.
La renda mediana per habitatge era de 20.417 $ i la renda mediana per família de 82.922 $. Els homes tenien una renda mediana de 22.946 $ mentre que les dones 26.563 $. La renda per capita de la població era de 21.452 $. Aproximadament el 7,1% de les famílies i el 8,8% de la població estaven per davall del llindar de pobresa.

## Poblacions més a prop
El següent diagrama mostra les poblacions més a prop.